# Liz Garbus
Liz Garbus est une réalisatrice et productrice de films documentaires américaine, née le 11 avril 1970.
Son film 64 cases pour un génie : Bobby Fischer (en) (Bobby Fischer Against the World), a été projeté en ouverture de la section « Documentaires inédits » du Festival du film de Sundance en 2011.
Distinguée et nommée à plusieurs reprises dans divers évènements, elle a été nommée pour la deuxième fois pour un Oscar en 2011, pour son documentaire Killing in the Name qu'elle a coproduit avec Rory Kennedy.

## Autres réalisations
En 1988, son film The Farm: Angola, USA a été nommé pour les Oscars. Il a reçu divers prix, donc le Grand prix du jury du festival du film de Sundance et deux Emmy Awards. En 2002, son documentaire The Execution of Wanda Jean a été projeté au festival de Sundance. Elle a réalisé ensuite en 2003 The Nazi Officer's Wife, raconté par Susan Sarandon et Julia Ormond. En 2005, elle a coproduit avec Rory Kennedy le documentaire Street Fight, également nommé aux Oscars. Ils ont ensuite collaboré avec la réalisatrice Rosy Perez en 2006 et produit son film Yo Soy Boricua. Elle a également produit Ghosts of Abu Grahib, projeté au festival de Sundance et qui a ensuite remporté l'Emmy for Outstanding Non-Fiction Special en 2007. Elle a réalisé en 2007 le documentaire Coma, diffusé sur HBO la même année. En 2009, elle a réalisé le documentaire Shouting Fire: Stories from the Edge of Free Speech.
Elle est également la productrice de What Happened, Miss Simone?, nommé pour le prix du Meilleur Documentaire à la 88e cérémonie des Oscars.

## Moxie Firecracker Films
Elle a fondé en 1998, avec Rory Kenndy, sa propre société de production de documentaires.

## Filmographie

### Comme productrice
- 1996 : Final Judgment: The Execution of Antonio James (téléfilm documentaire)
- 1998 : The Farm: Angola, USA (documentaire)
- 1998 : True Life (série télévisée documentaire)
- 1999 : Different Moms (documentaire)
- 1999 : Epidemic Africa (court métrage documentaire)
- 2000 : The Changing Face of Beauty (téléfilm documentaire)
- 2000 : Juvies (téléfilm documentaire)
- 2002 : The Execution of Wanda Jean (documentaire)
- 2002 : Schooling Jewel (documentaire)
- 2003 : Together: Stop Violence Against Women (téléfilm documentaire)
- 2003 : A Boy's Life (documentaire)
- 2003 : Pandemic: Facing AIDS (mini-série documentaire)
- 2003 : Girlhood (documentaire)
- 2003 : Con Man (documentaire)
- 2004 : Indian Point: Imagining the Unimaginable (téléfilm documentaire)
- 2005 : Street Fight (documentaire)
- 2005 : Xiara's Song (téléfilm documentaire)
- 2005 : P.O.V. (série télévisée documentaire)
- 2006 : Yo soy Boricua, pa'que tu lo sepas! (documentaire)
- 2006 : Ten Days That Unexpectedly Changed America (série télévisée documentaire)
- 2007 : Ghosts of Abu Ghraib (documentaire)
- 2007 : Coma IV (documentaire)
- 2009 : Shouting Fire: Stories from the Edge of Free Speech (documentaire)
- 2010 : Family Affair (documentaire)
- 2010 : The Fence (court métrage documentaire)
- 2010 : Killing in the Name (court métrage documentaire)
- 2010 : The Fence (La Barda) (documentaire)
- 2011 : Bobby Fischer Against the World (documentaire)
- 2011 : There's Something Wrong with Aunt Diane (téléfilm documentaire)
- 2011 : The Fight for Fischer's Estate (court métrage documentaire)
- 2011 : Chess History (court métrage documentaire)
- 2012 : Love, Marilyn (documentaire)
- 2012 : Robot (court métrage documentaire)
- 2013 : Before the Spring: After the Fall (documentaire)
- 2014 : A Good Job: Stories of the FDNY (téléfilm documentaire)
- 2015 : What Happened, Miss Simone? (documentaire)
- 2016 : Nothing Left Unsaid: Gloria Vanderbilt & Anderson Cooper (documentaire)
- 2018 : Reporting Trump's First Year: The Fourth Estate (mini-série documentaire)
- 2018 : A Dangerous Son (documentaire)
- 2018 : The Family Business: Trump and Taxes (série télévisée documentaire)
- 2019 : Who Killed Garrett Phillips? (documentaire)
- 2020 : Lost Girls

### Comme réalisatrice
- 1983 : America Undercover (série télévisée documentaire) (épisode "The Execution of Wanda Jean")
- 1998 : The Farm: Angola, USA (documentaire)
- 1999 : Different Moms (documentaire)
- 2000 : The Changing Face of Beauty (téléfilm documentaire)
- 2000 : Juvies (téléfilm documentaire)
- 2000 : True Life (série télévisée documentaire)
- 2002 : The Execution of Wanda Jean (documentaire)
- 2003 : The Nazi Officer's Wife (documentaire)
- 2003 : Girlhood (documentaire)
- 2005 : Xiara's Song (téléfilm documentaire)
- 2006 : Yo soy Boricua, pa'que tu lo sepas! (documentaire)
- 2007 : Addiction (téléfilm documentaire) (segment Brain Imaging)
- 2007 : Coma IV (documentaire)
- 2007 : Coma (documentaire)
- 2007 : The Addiction Project (série télévisée)
- 2009 : Shouting Fire: Stories from the Edge of Free Speech (documentaire)
- 2011 : Bobby Fischer Against the World (documentaire)
- 2011 : There's Something Wrong with Aunt Diane (téléfilm documentaire)
- 2011 : The Fight for Fischer's Estate (court métrage documentaire)
- 2011 : Chess History (court métrage documentaire)
- 2012 : Focus Forward: Short Films, Big Ideas (court métrage documentaire)
- 2012 : Love, Marilyn (documentaire)
- 2012 : Robot (court métrage documentaire)
- 2014 : A Good Job: Stories of the FDNY (téléfilm documentaire)
- 2015 : What Happened, Miss Simone? (documentaire)
- 2016 : Nothing Left Unsaid: Gloria Vanderbilt & Anderson Cooper (documentaire)
- 2018 : A Dangerous Son (documentaire)
- 2018 : Reporting Trump's First Year: The Fourth Estate (mini-série documentaire) (4 épisodes)
- 2019 : Who Killed Garrett Phillips ? (documentaire)
- 2019 : I'll Be Gone in the Dark (mini-série)
- 2020 : Lost Girls (film)
- 2022 : Harry & Meghan (mini-série documentaire) (6 épisodes)

### Comme scénariste
- 1999 : Different Moms (documentaire)
- 2012 : Love, Marilyn (documentaire)

## Crédit d'auteurs
- (en) Cet article est partiellement ou en totalité issu de l’article de Wikipédia en anglais intitulé « Liz Garbus » (voir la liste des auteurs).